# ジャック・ベルリオーズ
ジャック・ベルリオーズ（Jacques Berlioz, 1953年11月9日 - ）は、フランスの歴史家。長年にわたり西欧中世の「教訓逸話」（エクセンプラ）文学の研究を行う。現在は社会科学高等研究院 (EHESS) とフランス国立科学研究所 (CNRS) の歴史研究センターに所属。

## 経歴
サヴォワ県シャンベリに生まれる。1977年にフランス国立古文書学校を卒業。博士論文では、リヨンのドミニコ会士エティエンヌ・ド・ブルボン（1180年頃～1261年頃）の『説教素材集』を扱った。卒業後、ローマのエコール・フランセーズに所属した後、1979年にジュラ県古文書館館長、1982年にCNRS研究員、1997年に同主任を歴任し、2006年から2011年までフランス国立古文書学校校長を務めた。リヨン第2大学、ローザンヌ大学、ジュネーヴ大学、フライブルク大学で教鞭をとったこともある。
1999年9月に来日し、名古屋大学で開催された国際シンポジウム「東西の老賢者－Merlin」に参加。オリヴィエ・ギュヨジャナンとともに、ブレポルス出版の「中世研究者のアトリエ」というコレクションを主宰する。

## 著作

### 原著
- 『ジュラ県の系譜学者・伝記作者ガイド』（共著）（ドール、ジュラ県教育資料センター、1980年）
- 『ジュラ県が保管する新聞・定期刊行物カタログ』（モンモロ、ジュラ県の古文書、1981年）
- 『ブルゴーニュ地方の聖ベルナール－場所と記憶』（共著）（ディジョン、ビヤン・ピュブリック出版、1990年）
- 『中世の自然災害と災禍』（フィレンツェ、デル・ガルッツォ出版、1998年）
- 『「彼らを皆殺しにせよ、神は己の者たちを認めたもう」－ハイステルバッハのカエサリウスが見たアルビジョワ十字軍』（トゥールーズ、ルバティエール出版、1994年）
- 『中世の修道士たち』（編著）（パリ、スイユ出版、1994年）
- 『典拠と引用を特定するために』（編著）（トゥルンハウト、ブレポルス出版、1994年）
- 『中世史の資料解説』（パリ、スイユ社、1996年）
- 『中世の教訓逸話－新しい展望』（編著）（パリ、シャンピオン出版、1998年）
- 『中世における模範的な動物（5世紀～15世紀）』（編著）（レンヌ大学出版、1999年）
- エティエンヌ・ド・ブルボン『説教素材集』第1部（共著）（トゥルンハウト、ブレポルス出版、2002年）
- エティエンヌ・ド・ブルボン『説教素材集』第3部（トゥルンハウト、ブレポルス出版、2006年）

### 日本語訳
- 「制御不可能な老賢者－西欧中世の＜教訓逸話＞文学におけるマーリン」、『アジア遊学』第68号（2004年10月）所収。NAID 40006468553。